# Stocastica
La stocastica è l'insieme di tecniche e teorie appartenenti al calcolo delle probabilità usate per studiare modelli detti per l'appunto stocastici (dal latino stochasticus, a sua volta dal greco στοχαστικός (stochastikós) o "congetturale"). Si definisce tale qualunque sistema il cui comportamento è determinato in modo casuale. In matematica i termini processo stocastico e processo casuale sono intercambiabili.
I processi stocastici compaiono in molti campi diversi, comprese le scienze fisiche come biologia, chimica, ecologia, neuroscienze e fisica, nonché i campi della tecnologia e dell'ingegneria come l'elaborazione delle immagini, l'elaborazione del segnale, la teoria dell'informazione, l'informatica, la crittografia e le telecomunicazioni. Viene anche utilizzato in finanza, per indicare i cambiamenti apparentemente casuali nei mercati finanziari così come in medicina, linguistica, musica, media, teoria dei colori, botanica, produzione e geomorfologia.
La teoria delle scienze sociali stocastiche è simile alla teoria dei sistemi.